# Monsterville: El Consejo de los Espíritus
R.L. Stine´s  Monsterville: Cabinet of Souls (Monstervilleː El Consejo de los Espíritus, en América Latina, y Bienvenidos a la Casa de la Muerte, en España) es una novela y también una película, dirigida la primera por Peter DeLuise y escrita la segunda por Billy Brown y Dan Angel. La película está protagonizada por Dove Cameron, Katherine McNamara, Braeden Lemasters, Tiffany Espensen y Ryan McCartan.

## Sinopsis
Un pequeño festival de Halloween en la ciudad se ve invadido por un malvado carnaval con diseños sobre el encarcelamiento y la alimentación de las almas de adolescentes incautos. Dirigido a cuatro amigos de secundaria, Kellen, Beth, Nicole y Luke. Beth se da cuenta de un niño nuevo llamado Hunter y se enamora de él. Kellen conoce a Lilith (que trabaja en el carnaval conocido como Hall of Horrors de Dr.Hysteria) y comienza a enamorarse también de ella.
Sin embargo, Beth nota que el carnaval del Dr. Hysteria es extraño y que sus amigos han comenzado a actuar sobre sus rasgos más negativos. Esto hace que Luke se convierta en un payaso y Nicole en una bruja. Posteriormente, Kellen es conducido por Lilith a un cine escondido en la atracción del Dr. Hysteria, que le muestra al espectador lo que sueña o desea más; en su caso, esto sería ganarle el afecto de Beth a Hunter. Esto, sin embargo, es lo que el Dr. Hysteria usa para capturar nuevas víctimas para usar como monstruos en su carnaval y para alimentarse de sus almas como sustento. Luego, Beth es conducida al teatro, pero no se ve afectada por lo que ve, ya que elige a sus amigos antes que a Hunter; entonces ella descubre que Hunter y Lilith son los hijos del Dr. Hysteria. Quieren que Beth se una a ellos ya que su fuerza es lo que buscan en la familia; sin embargo, Beth los rocía con una botella de materiales de exorcismo, paralizándolos. Esto libera a Kellen, a sus amigos y a otra víctima reciente. El Dr. Hysteria, sus hijos y su carnaval son succionados por un portal y desaparecen.
Kellen finalmente se anima y besa a Beth, a lo que ella le responde que ya era hora. La película termina con el Gabinete abriéndose con una luz blanca.

## Reparto
- Dove Cameron como Beth.
- Braeden Lemasters como Kellen.
- Katherine McNamara como Lilith/Lily.
- Casey Dubois como Luke.
- Tiffany Espensen como Nicole.
- Ryan McCartan como Hunter.
- Landry Bender como Leah.
- Andrew Kavadas como Dr. Histeria
- David Lewis como Alcalde.
- Keith MacKechnie como Sheriff.
- Laine MacNeil como Andrea Payton.
- Ceniza Taylor como Adam Penton, el guitarrista de Ruedas.
- Karin Konoval como Señora Sarkosian.
- Fiona Vroom como Nora.

## Doblaje
| Personaje | Actor Original     | Actor de Doblaje (Latinoamérica) | Actor de Doblaje (España) |
| --------- | ------------------ | -------------------------------- | ------------------------- |
| Beth      | Dove Cameron       | Karen Vallejo                    | Marina Céspedes           |
| Kellen    | Braeden Lemasters  | Miguel Ángel Ruiz                | Jorge Saudinós            |
| Lilith    | Katherine McNamara | Alondra Hidalgo                  | Eva Soriano               |
| Luke      | Casey Dubois       | Ricardo Bautista                 | José Cañas                |
| Nicole    | Tiffany Espensen   | Verania Ortiz                    | Lorena Higuera            |
| Hunter    | Ryan McCartan      | Abraham Vega                     | Antonio López Pineda      |
| Nora      | Fiona Vroom        | Mariana Ortiz                    | Rosa Vivas                |

## Lanzamiento
- La novela se publicó el 26 de julio de 2016.
- La película se estrenó en DVD y en plataformas digitales el 29 de septiembre de 2015.